# Max Boullé
Pour les articles homonymes, voir Boullé.
Max Boullé, né le 5 août 1899 à l'île Maurice et mort le 18 mai 1965 à l'île Maurice, est un peintre et architecte mauricien. Le musée municipal de Rose-Hill porte son nom : galerie Max Boullé.

## Biographie
Max Boullé, né dans une famille franco-mauricienne, fils de Maxime Louis André Boullé, négociant, et de Marie Noémie Léa Feuilherade, fait des études d'architecture à l'école des beaux-arts de Paris et travaille dans un cabinet. Il dessine entre autres les plans du collège Saint-Joseph de Curepipe (où il fit ses études secondaires), du Monument Marie Reine de la Paix Port-Louis, la chapelle du Montmartre mauricien, ou l'hôtel de ville de Beau-Bassin Rose-Hill ; mais il se fait surtout connaître comme décorateur de théâtre et réunit autour de lui toute une génération de jeunes peintres dans les années 1930 à qui il apprend le métier et qui va faire éclore la peinture réaliste à sujets exotiques dans cette île francophone des Mascareignes, alors colonie britannique. Parmi ses élèves, on peut distinguer Jac Desmarais, Marcel Lagesse, Philippe de La Hogue-Rey, Gaëtan de Rosnay, Clément Sauzier. Il peint surtout des paysages mauriciens, des scènes de marché et de la vie besogneuse locale. Humaniste et poète, il cherche dans l'âme de son pays l'inspiration de ses œuvres. Ses voyages du midi de la France et d'Afrique du Sud font naître également des toiles lumineuses avec un grand souci d'observation.
Ses toiles se trouvent dans nombre de collections privées mauriciennes, réunionnaises, sud-africaines, françaises, ainsi que dans des collections publiques à Maurice et en Afrique. Max Boullé fut aussi illustrateur de livres.
De son épouse, née Henriette Couve de Murville, il a trois enfants, Hélène, Michel (prêtre) et Bernard.

## Hommages
- Le musée-galerie de Beau-Bassin Rose-Hill porte son nom.
- Un prix annuel récompensant un jeune peintre est décerné par la municipalité de Port-Louis. Ce prix s'intitule prix Max-Boullé.
- Une exposition s'est tenue en 2021 à l'île Maurice, au Caudan Arts Centre : retrouvez ou découvrez l’exposition de tableaux de Max Boullé en visite virtuelle sur le site web www.maxboulle.com

## Quelques œuvres
- La Prise de possession de l'île de France par Garnier du Fougeray (collection ambassade de France à Maurice)
- L'Édification du port nord-ouest par Mahé de La Bourdonnais (collection ambassade de France à Maurice)
- Le Bazar central, huile (collection hôtel de ville de Beau-Bassin Rose-Hill)
- Paysage de montagne, huile 32,5 cm × 44 cm (1952)
- Littoral sud, huile, 1960
- Paysage de Rivière Noire, huile
- Fatigués de danser, huile, (vente Christie's, Londres, 25 octobre 2011)